# Гороховский, Евгений Эдуардович
Евгений Эдуардович Гороховский (26 марта  1951, Одесса — 19 августа 2021) — российский художник.

## Биография
Евгений Гороховский родился в 1951 году в Одессе. Рисовать начал в 11 лет под влиянием отца — художника Эдуарда Гороховского — и благодаря духовному воспитанию матери Гринкевич Лидии Алексеевны. Получил высшее образование как художник-сценограф в 1973 году в Школе-студии МХАТ. В течение следующих 17 лет оформлял спектакли в различных театрах страны, в том числе в новосибирском «Красном факеле».
Работая в театре в Новосибирске, начинает заниматься станковой живописью. Первые произведения создаёт в 1970-е под влиянием Э. Хопера, Р. Магрита, Э. Булатова, В. Пивоварова и И. Кабакова. В этот период сформировался стиль живописи Гороховского, сочетающий фотореалистическое изображение и метафизическое, концептуально отрефлексированное содержание. В 1980-е годы становится известным столичным художником, одним из представителей фотореализма (определяемого также как гиперреализм). С 1990-х годов прекращает работу в театре и полностью посвящает себя живописи.
«Стилистически его искусство близко фотореализму его отца, однако суровые образы искусства предыдущего поколения у Гороховского-младшего дробятся, становятся легковеснее и устремляются в сентиментальную эзотерику. Каждое новое полотно — плод длительных предшествующих процессов, от съёмки десятков фотографий-эскизов до философского осмысления результата, которое в конце концов становится названием работы — трудно понимаемым с первого раза, но красивым». (Журнал «Коммерсантъ Weekend»)
Член Союза художников с 1977 года.
Работы художника находятся в Государственной Третьяковской галерее (Москва), Московском музее современного искусства, Музее кино (Москва), Государственном центральном театральном музее им. А. А. Бахрушина (Москва), Новосибирском государственном художественном музее (Новосибирск), Kuperstich-Kabinett (Дрезден), Willa Heiss Museum of Contemporary Art (Штутгарт), Kolodzei Art Foundation (Хайленд-парк), Jane Voorhees Zimmerli Art Museum at Rutgers University (Нью-Джерси) и в частных коллекциях.
Был женат. Имел двух дочерей.
До последнего времени жил и работал в Москве и Севилье (Испания).

## Персональные выставки
- 2020 — «Интервал преодоления» Галерея pop/off/art, Москва.
- 2014 — «Криптография пространства». Галерея «А-3», Москва
- 2013 — «Как можно быть сознательным и бессознательным одновременно». Галерея «А-faktori», Испания, Севилья
- 2012 — «Жизнь, причина форм, образует живые формы». Выставочный зал РЦНК, Испания, Мадрид
- 2010 — «Между Ничто и Вечностью». Галерея pop/off/art, Москва
- 2007 — «Пояснение к метаморфозам». Галерея pop/off/art, Москва
- 2005 — «Небо. Облака». Галерея pop/off/art, Москва
- 2004 — «Небесные явления». Галерея «Манеж», Москва
- 2001 — «50х50». Галерея «А-3», Москва
- 2001 — «Созерцание вещей — явлений». Галерея «Марс», Москва
- 2000 — «Интервалы опыта». Галерея «Манеж», Москва
- 1999 — «Гороховский и Григорьев». ЦДРИ, Москва
- 1998 — «Вопрос оставшийся без ответа». Российский фонд культуры, Москва
- 1995 — «Маргинальное пространство». Галерея «Рама Арт», Москва
- 1993 — «Картины перемен». Галерея на Петровском бульваре, Москва
- 1992 — «Album». Галереи Каренина, Вена, Австрия
- 1991 — «Метаживопись». Галерея «Арбат», Москва
- 1989 — «Гороховский старший, Гороховский младший». Галерея «Арбат», Москва
- 1980 — «Евгений Гороховский». Картинная галерея Академгородок, Новосибирск
- 1964 — «Гороховский и Яхилевич». Детская библиотека им. А. П. Чехова, Москва

## Избранные групповые выставки
- 2016 — «Проявление». Ural Vision gallery, Екатеринбург
- 2015 — «Заживое». Омельченко gallery, Москва
- 2015 — «Картина № 1». Галерея «А-3», Москва
- 2015 — «Гиперреализм. Когда реальность становиться иллюзией». Государственная Третьяковская галерея, Москва
- 2013 — «Весеннее обострение». Галерея «А-3», Москва
- 2012 — «Степень должной новизны». Галерея «А-3», Москва
- 2012 — «Элементы грядущего». Галерея «А-3», Москва
- 2011 — «Апология пространства». Галерея «А-3», Москва
- 2011 — «Слава труду». Галерея «А-3», Москва
- 2011 — «Обратная перспектива». Галерея pор/оff/art, Москва
- 2010 — «Оммаж». Галерея «А-3», Москва
- 2010 — «VIENNAFAIR», The International Contemporary Art Fair